# Francouzský voláč
Francouzský voláč je okrasné plemeno holuba domácího. Je to velký, ušlechtilý holub jemné tělesné stavby se vzpřímeným držením těla a velice dlouhýma neopeřenýma nohama. Jeho tělo je dlouhé a útlé, má velmi dlouhý krk a velké a kulovité vole, které je dobře přitažené pod zobák a klene se i na zadní stranu krku. Je zřetelně odsazené od hrudi, na té zřetelně vystupuje kýl hrudní kosti. Nohy jsou co nejdelší, při pohledu ze předu rovnoběžné, při pohledu ze strany bérce vystupují směrem dopředu. Linie přední části kulovitého volete, vystouplého kýlu hrudní kosti a bérci tvoří při pohledu z boku tři na sebe navazující oblouky. Křídla jsou dlouhá a úzká, s překříženými konci letek.
Chová se pouze v bílé barvě a v tzv. anglické kresbě, neboli měsíčkové kresbě: na většině těla je opeření barevné, bílé je břicho, letky, bílý půlměsíc na voleti a rozety na ohbí křídel, tvořené několika bílými pírky. Holubi s kresbou mohou být černí, popelavě červení nebo žlutí, bezpruzí, pruhoví, kapratí i tmaví v modré, červené a žluté řadě.
Francouzský voláč se podobá anglickému voláči, od kterého se liší nepřítomností rousů. V Česku je vzácným plemenem. V seznamu plemen EE je řazen do plemenné skupiny voláčů a je zapsán pod číslem 0307.